# Rakoszyno
Rakoszyno (ukr. Ракошино, węg. Beregrákos) – wieś na Ukrainie w rejonie mukaczewskim obwodu zakarpackiego.
Wieś znajduje się 7 km od Mukaczewa na drodze Kijów - Czop i liczy 8 tys. mieszkańców. Po drodze głównej ciągnie się przez 5 km.